# Rahway
Rahway és una població dels Estats Units a l'estat de Nova Jersey. Segons el cens del 2007 tenia 28.189 habitants.

## Demografia
Segons el cens del 2000, Rahway tenia 26.500 habitants, 10.028 habitatges, i 6.728 famílies. La densitat de població era de 2.564,3 habitants/km².
Dels 10.028 habitatges en un 30% hi vivien nens de menys de 18 anys, en un 46,7% hi vivien parelles casades, en un 15,6% dones solteres, i en un 32,9% no eren unitats familiars. En el 28% dels habitatges hi vivien persones soles l'11,7% de les quals corresponia a persones de 65 anys o més que vivien soles. El nombre mitjà de persones vivint en cada habitatge era de 2,63 i el nombre mitjà de persones que vivien en cada família era de 3,24.
Per edats la població es repartia de la següent manera: un 23,9% tenia menys de 18 anys, un 7,8% entre 18 i 24, un 32% entre 25 i 44, un 21,8% de 45 a 60 i un 14,5% 65 anys o més.
L'edat mediana era de 37 anys. Per cada 100 dones de 18 o més anys hi havia 86,5 homes.
Entorn del 5,4% de les famílies i el 7,1% de la població estaven per davall del llindar de pobresa.

## Poblacions més properes
El següent diagrama mostra les poblacions més properes.